# مايك هاتش
مايك هاتش (بالإنجليزية: Mike Hatch)‏ هو محامي أمريكي، ولد في 12 نوفمبر 1948 في دولوث في الولايات المتحدة.